# Territoriale prelatuur Chuquibamba
De territoriale prelatuur Chuquibamba (Latijn: Praelatura Territorialis Chuquibambensis) is een rooms-katholieke territoriale prelatuur met als zetel Chuquibamba, in Peru. De territoriale prelatuur is suffragaan aan het aartsbisdom Arequipa. 

## Geschiedenis
De territoriale prelatuur werd opgericht op 5 juni 1962, uit delen van het aartsbisdom Arequipa en de territoriale prelatuur Caravelí. 

## Parochies
De territoriale prelatuur had in 2021 een oppervlakte van 22.151 km2 en telde 135.660 inwoners waarvan 87,9% rooms-katholiek was.

## Prelaten
- Redento Maria Gauci (5 juni 1962 - februari 1977)
- Luis Baldo Riva (27 juni 1977 - 27 juni 1983)
- Felipe María Zalba Elizalde (29 februari 1984 - 19 oktober 1999)
- Mario Busquets Jordá (25 januari 2001 - 11 mei 2015)
- Jorge Enrique Izaguirre Rafael (11 mei 2015 - 27 december 2023)
- sedisvacatie

Arequipa (aartsbisdom) · Ayaviri (territoriale prelatuur) · Chuquibamba (territoriale prelatuur) · Juli (territoriale prelatuur) · Puno · Santiago Apóstol de Huancané (territoriale prelatuur) · Tacna y Moquegua